# Natalie Wood
Natalie Wood, nascuda Natalia Nikolaevna Zakharenko, coneguda també com a Natasha Gurdin (San Francisco, Califòrnia, 20 de juliol de 1938 − illa Santa Catalina, Califòrnia, 29 de novembre de 1981), va ser una actriu estatunidenca. Va començar la seva carrera al cinema quan era nena i es va convertir en una estrella de Hollywood quan era una jove adulta. Wood va rebre tres nominacions l'Oscar abans de complir 25 anys. Va començar a actuar en pel·lícules als 4 anys i li van donar un paper co-protagonista als 8 anys a Miracle on 34th Street (1947). Quan era adolescent, va guanyar una nominació al Oscar a la millor actriu secundària per la seva interpretació a Rebel sense causa (1955), seguit d'un paper a la pel·lícula de John Ford Centaures del desert (1956). Wood va protagonitzar les pel·lícules musicals West Side Story (1961) i La reina del vodevil (1962), i va rebre nominacions a l'Oscar a la millor actriu per les seves interpretacions a Esplendor a l'herba (1961) i Love with the Proper Stranger (1963). La seva carrera va continuar amb pel·lícules com El sexe i la noia soltera (1964), La rebel (1964) i Bob, Carol, Ted i Alice (1969).
Va actuar només en dos llargmetratges al llarg de la dècada de 1970, però va aparèixer una mica més sovint en produccions televisives, inclòs un remake de la pel·lícula D'aquí a l'eternitat (1979) pel que va rebre un Globus d'Or. Les pel·lícules de Wood van representar una "majoria d'edat" per a ella i per a les pel·lícules de Hollywood en general. Els crítics han suggerit que la seva carrera cinematogràfica representa un retrat de la modernitat femenina estatunidenca en transició, ja que va ser una de les poques en prendre tant rols infantils com de personatges de mitjana edat.
La seva carrera acaba tràgicament el 1981 quan és trobada ofegada prop de l'illa californiana de Santa Catalina, on passava la festa d'acció de gràcies (Thanksgiving). Peter Bogdanovich li ha retut homenatge en un telefilm titulat The Mystery of Natalie Wood, realitzat el 2004.
Va tenir dues filles: Courtney Wagner i l'actriu Natasha Gregson Wagner. Aquesta última, nascuda de la unió amb el productor anglès Richard Gregson, va ser adoptada per Robert Wagner després de les seves segones núpcies.

## Orígens

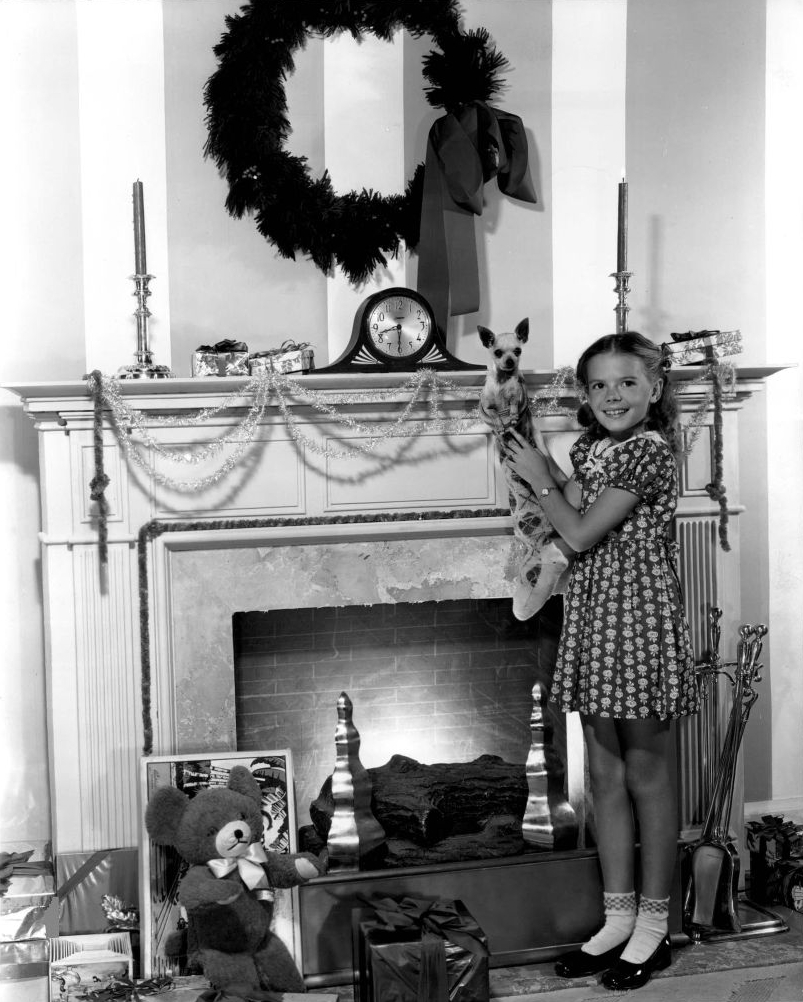
Natalie Wood el 1947 a San Francisco.

Natalia Nikolaïevna Zakharenko era filla de Maria Stepanovna Zakharenko (née Zudilova; 1908–1998) i Nikolai Stepanovich Zakharenko (1912–1980). El seu avi patern va ser assassinat el 1918 en una baralla de carrer a Vladivostok entre soldats russos de l'Exèrcit Roig i el Moviment blanc durant la Guerra Civil Russa. Després d'això, la seu l'esposa i els seus tres fills van fugir amb els seus familiars a Montreal (Quebec). Més tard, es van traslladar a San Francisco (Califòrnia), on Nikolai treballava com a jornaler i fuster, i on va néixer Natalia. En la seva joventut, la seva mare havia somiat amb convertir-se en actriu o ballarina de ballet. Natalia i les seves germanes van ser criades a l'Església Ortodoxa Russa. Quan era adulta, va dir: "Sóc molt russa, ja ho saps." Parlava anglès i rus amb accent estatunidenc.
El biògraf Warren Harris va escriure que, sota les "circumstàncies de necessitat" de la família, la mare de Wood podria haver transferit les seves ambicions a la seva filla mitjana. La seva mare portaria la petita Natalia al cinema tan sovint com pogués: "L'única formació professional de Natalie era veure estrelles infantils de Hollywood des de la falda de la seva mare", assenyala Harris. Wood més tard recordava aquesta època: "La meva mare em deia que el càmera que apuntava el seu objectiu cap al públic al final del reportatge de la Paramount estava prenent la meva imatge. Posaria i somriuria com si em fes famosa o alguna cosa així. Creia tot el que em deia la meva mare."
Poc després que Natalia nasqués a San Francisco, la seva família es va traslladar a Santa Rosa. Natalia (sovint anomenada "Natasha", el diminutiu rus) va ser vista pels membres d'un equip de rodatge al centre de Santa Rosa. La seva mare aviat va traslladar la família a Los Angeles per seguir una carrera cinematogràfica per a la seva filla. Després que Natalia va començar a actuar de petita amb el pesudònim de Natasha Gurdin, David Lewis i William Goetz, executius d'estudi de RKO Radio Pictures, van canviar el seu nom per Natalie Wood, en homenatge al director Sam Wood.
La germana menor de Wood, Svetlana Gurdin (la família havia canviat de cognom), va néixer a Santa Monica després del trasllat. Ara coneguda com Lana Wood, també es va convertir en actriu.

## Actriu infantil

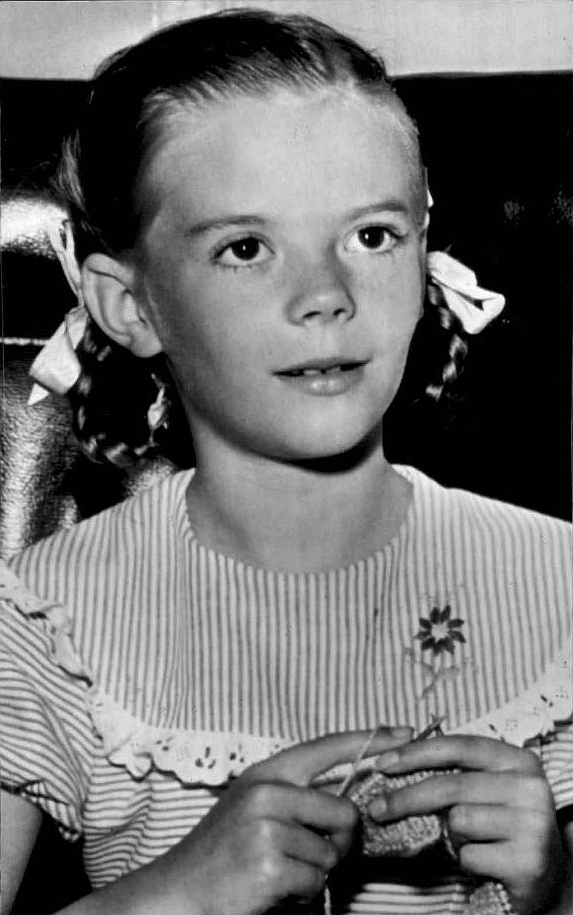
Wood com Susan Walker a Miracle on 34th Street (1947)

Unes setmanes abans del seu cinquè aniversari, Wood va debutar al cinema com a actriu en una escena de quinze segons de la pel·lícula Happy Land (1943). Tot i la breu part, va atreure l'atenció del director, Irving Pichel. Va romandre en contacte amb la família de Wood durant dos anys, avisant-los quan un altre aparegués un altre paper. El director va trucar per telèfon a la mare de Wood i li va demanar que portés la seva filla a Los Angeles per fer una prova de pantalla. La mare de Wood es va emocionar tant que va "embalar tota la família a Los Angeles per viure-hi", escriu Harris. El pare de Wood es va oposar a la idea, però la "imponent ambició de la seva dona de fer de Natalie una estrella" va tenir prioritat. Segons la germana menor de Wood, Lana, Pichel "la va descobrir i va voler adoptar-la."
Wood, que aleshores tenia set anys, va aconseguir el paper. Va interpretar una orfe alemanya després de la Segona Guerra Mundial, enfront de Orson Welles com a guardiana de Wood i Claudette Colbert, a Tomorrow Is Forever (1946). Per a les escenes lacrimals, la mare de Natalie arribava a arrencar les ales d'una papallona per fer plorar la seva filla. Welles va dir més tard que Wood era un professional nascut, "tan bona, que era terrorífica". Un dia, en un rodatge, es va trencar el puny. La seva mare, espantada amb la idea que el realitzador la tornés casa per aquest accident, ho va amagar i va obligar Natalie a continuar el rodatge sense cuidar-la.
Wood va actuar en una altra pel·lícula dirigida per Pichel, The Bride Wore Boots, va anar a 20th Century Fox per interpretar la filla de Gene Tierney a El fantasma i la senyora Muir (1947).
La pel·lícula més coneguda de Wood quan era nena va ser Miracle on 34th Street (1947), protagonitzada per Maureen O'Hara a Fox. Ella interpreta una noia que creu que Edmund Gwenn és el Pare Noel. La pel·lícula s’ha convertit en un clàssic nadalenc; Wood es va comptar entre les principals estrelles infantils de Hollywood després de la pel·lícula i va ser tan popular que Macy's la va convidar a aparèixer a la desfilada anual de la botiga.
Com que Wood era menor d’edat durant els seus primers anys com a actriu, va rebre la seva educació primària als terrenys de l'estudi allà on la contractessin. La llei de Califòrnia exigia que fins als 18 anys els nens actors haguessin de passar almenys tres hores diàries a l'aula, assenyala Harris. "Era una estudiant aplicada", i un dels pocs actors infantils que va destacar en aritmètica. El director Joseph L. Mankiewicz, que la va dirigir a El fantasma i la senyora Muir (1947), va dir que: "En tots els meus anys de negoci, no vaig conèixer mai cap nen petit més intel·ligent." Wood va recordar aquell període de la seva vida dient:" Sempre em vaig sentir culpable quan vaig saber que l'equip de rodatge estava assegut esperant que acabés les tres hores. Tan aviat com el professor ens deixava anar, corria al plató el més ràpid que podia."

## Actriu adolescent

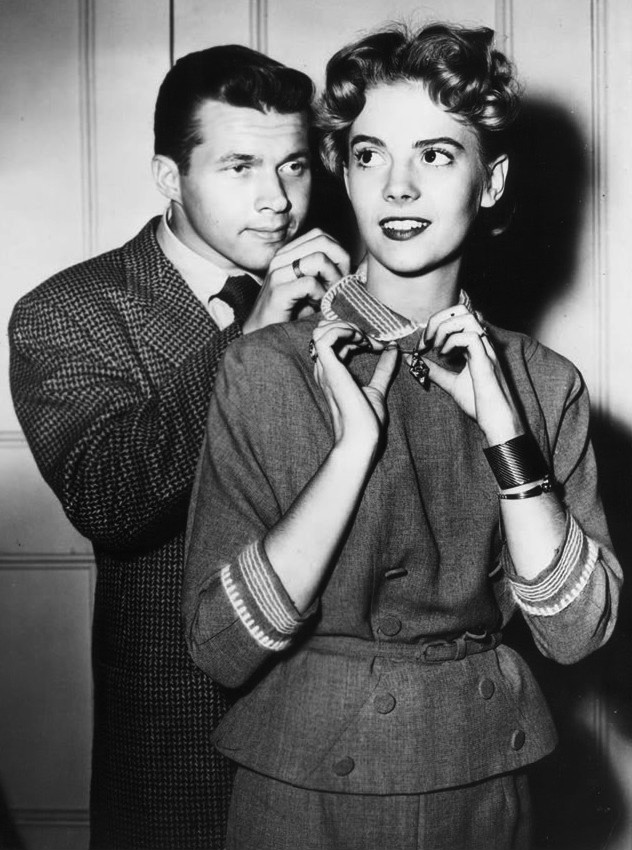
Natalie Wood i Tom Bernard a The Pride of the Family (1954).

La temporada de televisió de 1953–54, Wood va interpretar a Ann Morrison, la filla adolescent de The Pride of the Family, una Sitcom d'ABC. Va aparèixer com a adolescent en episodis de The Pepsi-Cola Playhouse, Public Defender, Mayor of the Town, Four Stay Playhouse, The Ford Television Theatre, i General Electric Theatre, així com una versió televisiva de Heidi. Va descriure l'episodi del GE Theater que va fer, "Carnaval", com una de les millors coses que va fer mai.
Va tenir papers en els llargmetratges El calze de plata i One Desire (1955).
Wood va fer amb èxit la transició de l'estrella infantil a ingènua als 16 anys quan va coprotagonitzar amb James Dean i Sal Mineo Rebel sense causa (1955), la pel·lícula de Nicholas Ray sobre la rebel·lió dels adolescents. Wood va haver de signar un contracte a llarg termini amb Warner, però va ser nominada per a un Oscar a la millor actriu secundària. Més tard, va dir que era el primer guió que va llegir que realment volia fer en lloc de que els seus pares li diguessin; també va dir que els seus pares s’oposaven a que el fes. "Fins llavors feia el que em deien", va dir.
Va continuar sent estrella convidada en programes de televisió com Studio One in Hollywood, Camera Three, Kings Row, Studio 57, Warner Brothers Presents i The Kaiser Aluminum Hour.
Va tenir un paper petit però crucial a Centaures del desert de John Ford (1956) i va ser la protagonista femenina a A Cry in the Night (1956).
Wood es va graduar a Van Nuys High School el 1956. Va signar amb Warner Brothers i es va mantenir ocupada durant la resta de la dècada en molts rols de "núvia", cosa que va trobar insatisfactòria.
L'estudi la va projectar en dues pel·lícules enfront de Tab Hunter, amb l'esperança de convertir el duo en un èxit de taquilla que mai es va materialitzar: Els turons ardents (1956), un western, i The Girl He Left Behind (1956). Va participar com a convidada en episodis de Conflict.
Warners va intentar associar-la amb Efrem Zimbalist Jr. a Bombers B-52 (1957) i després se li va donar el protagonisme en un prestigiós projecte Marjorie Morningstar (1958). Com a Marjorie Morningstar, Wood va interpretar el paper d'una jove jueva a la ciutat de Nova York que ha de fer front a les expectatives socials i religioses de la seva família mentre intenta forjar-se el seu propi camí i separar la seva identitat.

## Actriu adulta

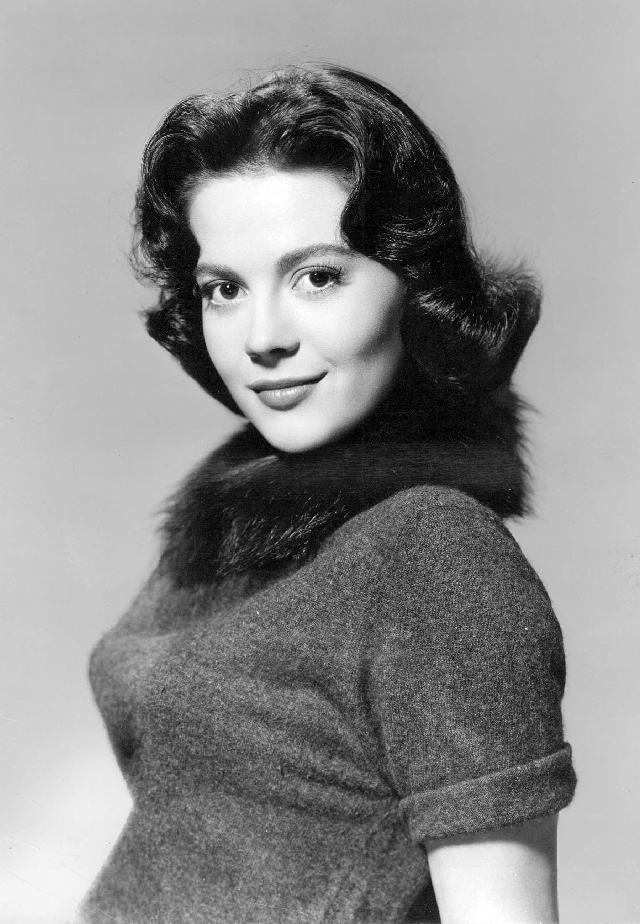
Wood el 1958.

Tibbetts va observar que els personatges de Wood a Rebel, Centaures i Morningstar van començar a mostrar la seva àmplia gamma d'estils d'actuació. La seva antiga "dolçor infantil" es combinava ara amb una notable "inquietud característica de la joventut dels anys cinquanta".
Va ser el paper femení principal davant Frank Sinatra a Kings Go Forth (1958), després va rebutjar papers i va ser suspesa per Warner. Això va durar un any fins al febrer de 1959. Va tornar a ser el paper femení principal davant James Garner a Cash McCall (1960). Després que Wood aparegués al taulell de taquilla All the Fine Young Cannibals (1960), va perdre impuls. La carrera de Wood estava en un període de transició, consistent fins aleshores en papers com a nena o adolescent.
La biògrafa Suzanne Finstad va escriure que un "punt d'inflexió" a la vida de Wood com a actriu va tenir lloc quan va veure la pel·lícula Un tramvia anomenat desig (1951): "Es va transformar, amb temor pel director Elia Kazan i al rendiment de Vivien Leigh... [qui] es va convertir en un model a seguir per Natalie". «Els seus rols van plantejar la possibilitat que la sensibilitat d'una persona pogués marcar a una persona com una mena de víctima», va assenyalar Tibbetts.
Després d'una "sèrie de males pel·lícules, la seva carrera ja estava en declivi", segons l'autor Douglas Rathgeb. Després va ser escollida per la pel·lícula de Kazan Esplendor a l'herba (1961) amb Warren Beatty. Kazan va escriure a les seves memòries de 1997 que els "savis" de la comunitat cinematogràfica la van declarar «rentada» com a actriu. Kazan va escollir a Wood com a protagonista femenina a Esplendor, i la seva carrera va repuntar. Va considerar que, malgrat els seus papers innocents anteriors, tenia el talent i la maduresa per anar més enllà. Kazan escriu que li va donar el paper, en part perquè veia en la personalitat de Wood una «qualitat veritable amb un costat excessiu que es manté apretat per la pressió social», i va afegir que "ella s'aferra a les coses amb els ulls", una qualitat que ell troba especialment «atractiva».
Per la seva interpretació a Esplendor, Wood va rebre nominacions a l'Oscar a la Millor Actriu, Globus d'Or a la millor actriu dramàtica i BAFTA a la millor actriu.
Wood va interpretar a Maria, una inquieta noia portorriqueña al West Side de Manhattan, a West Side Story, la pel·lícula de Jerome Robbins i Robert Wise del musical escènic de 1961, que va ser un èxit de crítica i de taquilla. Tibbetts va escriure sobre les similituds entre el seu paper en aquesta pel·lícula i en l'anterior Rebel. Representava la "inquietud dels joves estatunidencs dels anys 50", expressada per les bandes juvenils i la delinqüència juvenil, juntament amb els inicis del rock and roll. Ambdues pel·lícules, observa, eren "al·legories modernes basades en el tema" de Romeo i Julieta", incloent la inquietud privada i l'alienació pública. Mentre a Rebel s'enamora del personatge interpretat per James Dean, els seus companys semblants a una colla i el seu caràcter violent l'allunyaven de la seva família, a West Side Story, ella entra en un romanç amb un antic membre de la banda blanca, el seu amenaçador món de marginats també el va alienar del comportament lícit." Encara que el cant de Wood a la pel·lícula va ser doblat per Marni Nixon, West Side Story encara es considera una de les millors pel·lícules de Wood. L'estudi va mantenir el treball de Nixon a la pel·lícula (com a veu cantant del personatge Maria) un secret per a Wood,

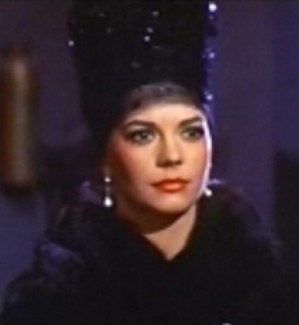
La reina del vodevil (1962).

Wood va cantar quan va protagonitzar la pel·lícula La reina del vodevil (1962) al costat de Rosalind Russell.
El 1964, a l'edat de 25 anys, Wood va rebre la seva tercera nominació a l'Oscar per Love with the Proper Stranger (1963), convertint a Wood (juntament amb Teresa Wright) en la persona més jove en aconseguir tres nominacions als Oscar. Aquest rècord el va batre més tard Jennifer Lawrence el 2013 i Saoirse Ronan el 2017; ambdues van obtenir les seves terceres nominacions a l'edat de 23 anys.
Wood va fer dues comèdies amb Tony Curtis: El sexe i la noia soltera (1964) i La gran cursa (1965), aquesta última amb Jack Lemmon, i Peter Falk. A La gran cursa, la seva habilitat per parlar rus va ser un avantatge donat al seu personatge Maggie DuBois, que justificava que el personatge gravés el progrés de la cursa a través de Sibèria i entrés a la carrera al principi com a concursant.
Es va citar que el director Sydney Pollack va dir sobre Wood: "Quan era adequada per al paper, no hi havia ningú millor. Era una maleïda bona actriu". Per a La rebel (1965) i Propietat condemnada (1966), ambdues coprotagonitzades Robert Redford, Wood va rebre nominacions als Globus d'Or a la millor actriu. Després del llançament de les pel·lícules, Wood va patir emocionalment i va buscar teràpia professional. Va pagar 175.000 dòlars a la Warner Bros per cancel·lar el seu contracte i va acomiadar tot el seu equip de suport: agents, gestors, publicista, comptable i advocats.

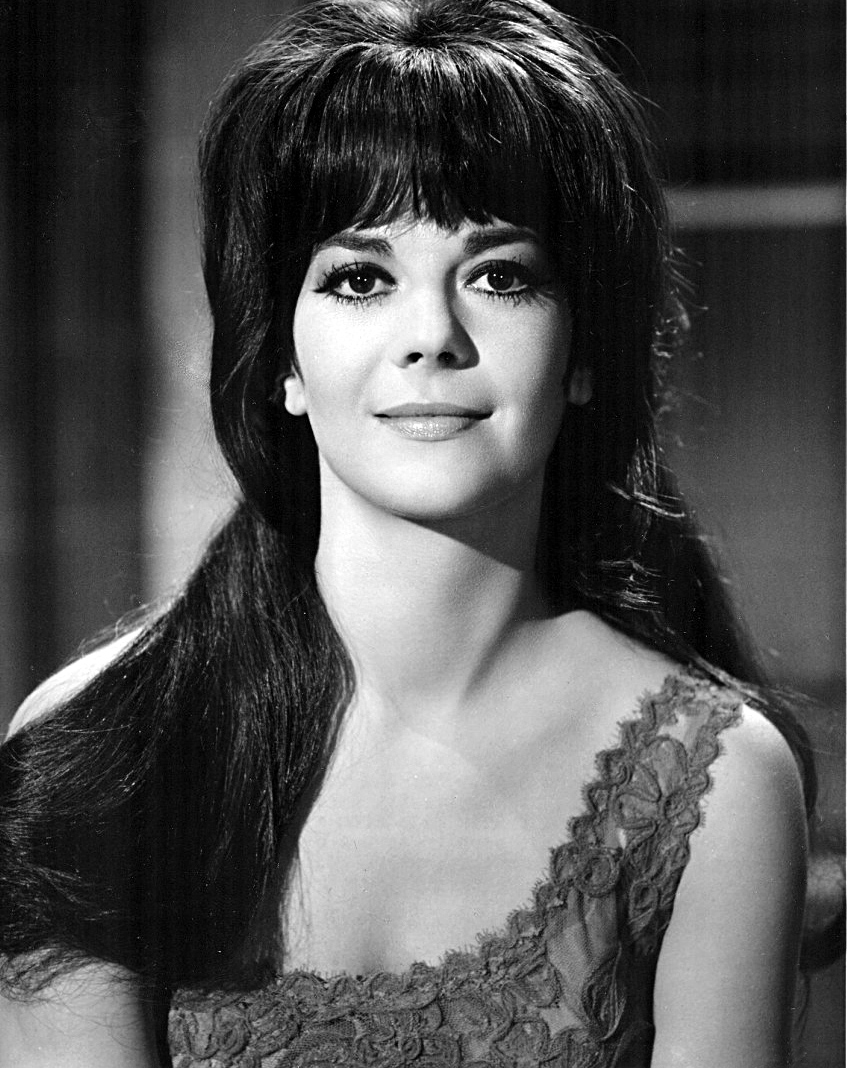
Foto publicitària de Penelope (1966).

Tot i que moltes de les pel·lícules de Wood van tenir èxit comercial, de vegades es criticava la seva interpretació. El 1966, Wood va rebre el premi the Harvard Lampoon per ser la "pitjor actriu de l'any passat, aquest any i el següent".
Va ser la primera intèrpret a assistir a la seva cerimònia i a acceptar un premi en persona. The Harvard Crimson 'va escriure que era "una bona esportista".
Després d'una decebedora acollida a Penelope (1966), Wood va fer un parèntesi de tres anys sense actuar.
Wood va coprotagonitzar amb Dyan Cannon, Robert Culp i Elliott Gould Bob, Carol, Ted i Alice (1969), una comèdia sobre alliberament sexual.
Després de quedar-se embarassada el 1970 de la seva primera filla, Natasha Gregson, Wood es va retirar parcialment i actuaria només en quatre pel·lícules teatrals més durant la resta de la seva vida. Va fer una breu aparició com ella mateixa a El candidat (1972), treballant una vegada més amb Robert Redford.
Wood es va reunir a la pantalla amb Robert Wagner a la pel·lícula de televisió The Affair (1973), i amb Laurence Olivier i Wagner a Cat on a Hot Tin Roof (1976) per a la sèrie britànica Laurence Olivier Presents emesa com a especial per NBC.

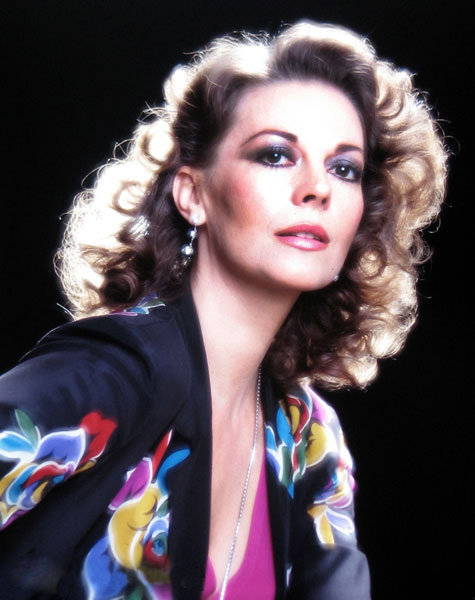
El 1979 fotografiada per Jack Mitchell.

Entre aquestes va fer la pel·lícula Peeper (1975) amb Michael Caine.
Va fer un cameo a les sèries de detectius en horari de màxima audiència de Wagner Switch el 1978 i a l'episodi pilot de Hart to Hart el 1979.
Després d'una altra llarga pausa, va aparèixer a la pel·lícula de desastre Meteor (1979) amb Sean Connery i la comèdia sexual The Last Married Couple in America (1980) amb George Segal i Valerie Harper. La seva actuació en aquesta última va ser elogiada i considerada una reminiscència de la seva actuació a Bob, Carol, Ted i Alice. Wood va obrir el terreny: encara que era una actriu amb una imatge neta i de classe mitjana, va utilitzar la paraula anglesa fuck en una franca discussió matrimonial amb el seu marit (George Segal.
En aquest període, Wood va tenir més èxit a la televisió, rebent altes valoracions i aclamacions de la crítica el 1979 per The Cracker Factory i, sobretot, la minisèrie de From Here to Eternity (1979), el remake de D'aquí a l'eternitat, amb Kim Basinger i William Devane. L'actuació de Wood en aquesta última li va valer el Globus d'Or a la millor actriu el 1980. Va protagonitzar The Memory of Eva Ryker, estrenada el maig de 1980, que va resultar ser la seva última obra de la que va finalitzar la producció.
En el moment de la seva mort, Wood estava filmant la pel·lícula de ciència-ficció de 15 milions de dòlars Brainstorm (1983), co-protagonitzada per Christopher Walken i dirigida per Douglas Trumbull.

## Vida personal

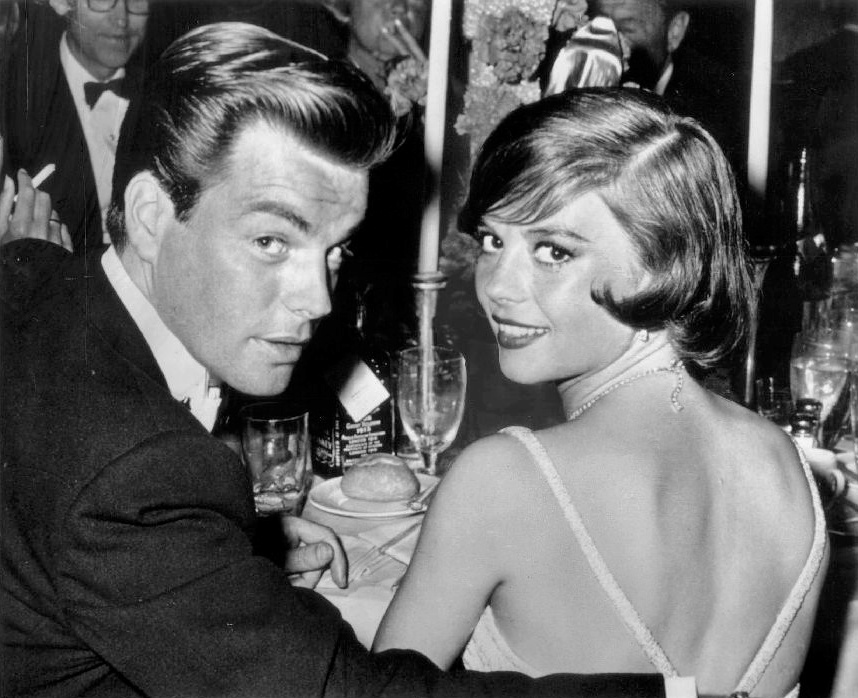
Wood amb el seu marit Robert Wagner, el 1960.

Els dos matrimonis de Wood amb l'actor Robert Wagner van rebre molta publicitats. Es van casar per primera vegada el 28 de desembre de 1957 a Scottsdale, Arizona.El 20 de juny de 1961, la parella va anunciar la seva separació en un comunicat de premsa conjunt i es va divorciar deu mesos després, el 27 d'abril de 1962.
Després d'aquest matrimoni, Wood va sortir amb Warren Beatty, Michael Caine i David Niven Jr.. També va tenir un compromís trencat el 1965 amb el fabricant de sabates Ladislav Blatnik.
El 30 de maig de 1969, Wood es va casar amb el productor britànic Richard Gregson després de sortir durant gairebé tres anys. Van tenir una filla, Natasha (nascuda el 1970). Wood va demanar el divorci de Gregson el 4 d'agost de 1971 i es va finalitzar el 12 d'abril de 1972.
Després d'un breu romanç amb el futur governador de Califòrnia Jerry Brown, Wood va reprendre la seva relació amb Wagner a finals de gener de 1972. Es van tornar a casar el 16 de juliol a bord del Ramblin' Rose, ancorat a Paradise Cove a Malibu. La seva filla Courtney va néixer el 1974.
La biografia de Wood de Suzanne Finstad el 2001 al·lega que va ser violada per un poderós actor quan tenia 16 anys. A través del record dels amics íntims de Wood, que incloïa actors tardans Scott Marlowe i Dennis Hopper, Finstad resumeix:
| « | (anglès) Though her five close friends' memories of some details or timing differ after forty-five years, the essence of what each recalls Natalie confiding to them is the same: that the same married film star lured or tricked Natalie, raped her so brutally she was physically injured, and she was too frightened or intimidated to report it to the police. Natalie "hated" her former screen idol afterward, "shuddering" if she heard his name. She would keep the horrible secret, and behave as if nothing happened whenever their paths intersected, too schooled by Mud [her mother] in the politics of Hollywood to cross a powerful movie star. | (català) Tot i que els records dels seus cinc amics íntims d’alguns detalls o temporals difereixen al cap de quaranta-cinc anys, l'essència del que cadascú recorda que Natalie els va confiar és la mateixa: que la mateixa estrella de cinema casada va atraure o enganyar a Natalie, la va violar tan brutalment que va resultar ferida físicament i estava massa espantada o intimidada per denunciar-ho a la policia. Natalie va "odiar" el seu antic ídol de la pantalla després, "tremolant" si sentia el seu nom. Mantindria l’horrible secret i es comportaria com si res no hagués passat cada vegada que es creuaven els seus camins, massa escolaritzada per Mud [la seva mare] en la política de Hollywood per enfadar una poderosa estrella de cinema. | » |

## Una mort estranya
La seva carrera acaba tràgicament el 1981 quan és trobada ofegada prop de l'illa californiana de Santa Catalina, on passava la festa d'Acció de Gràcies (Thanksgiving). Peter Bogdanovich li ha retut homenatge en un telefilm titulat The Mystery of Natalie Wood, realitzat el 2004 amb Michael Weatherly en el paper de Robert Wagner.
Les circumstàncies de la seva mort continuen sent fosques. El cos de Natalie va ser trobat flotant a l'aigua a l'illa Santa Catalina (Califòrnia), a una milla de distància del iot Splendor on es trobava amb Robert Wagner, l'actor Christopher Walken i el capità del vaixell Dennis Davern. En la investigació per la seva mort es varen produir contradiccions entre els testimonis. Tot i que oficialment la seva mort va ser declarada accidental, els resultats de l'autòpsia no anaven en aquest sentit amb el descobriment d'hematomes sospitosos i de substàncies tòxiques al seu cos. Coincidint amb els trenta anys de la seva mort, el novembre de 2011 es va reobrir el cas de la seva mort a iniciativa de la seva germana Lana Wood i el capità del vaixell.

## Filmografia i premis

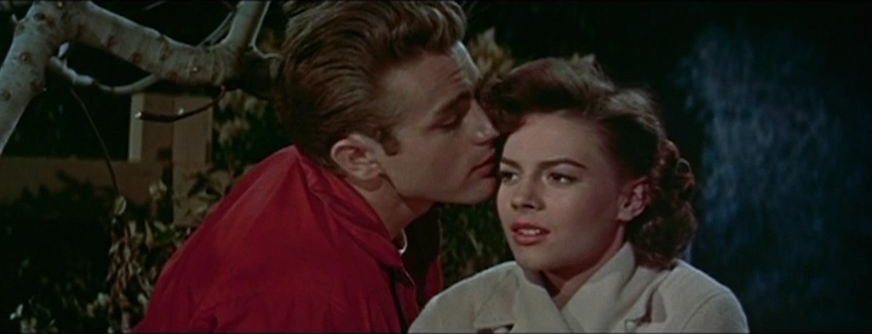
James Dean i Natalie Wood en Rebel sense causa

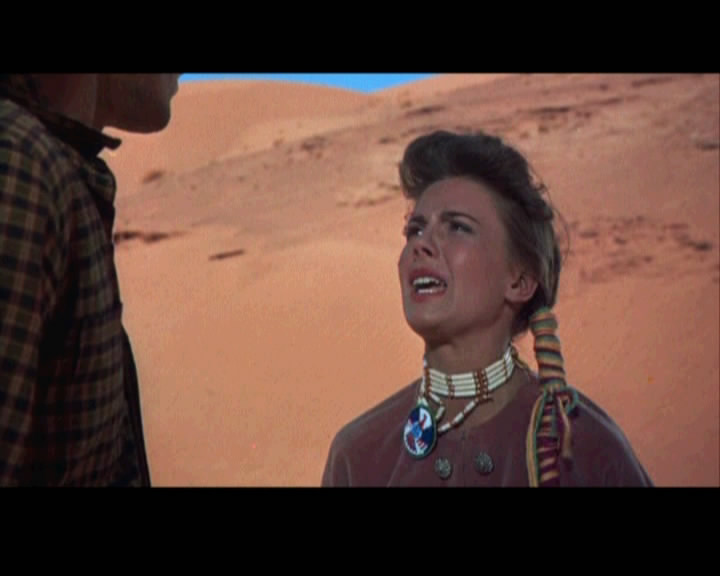
Natalie Wood en Centaures del desert

### Cinema
| Any  | Pel·lícula                                              | Paper                       | Notes |
| ---- | ------------------------------------------------------- | --------------------------- | --- |
| 1943 | Happy Land                                              | Petit paper                 | |
| 1946 | The Bride Wore Boots                                    | Carol Warren                | |
| 1946 | Tomorrow Is Forever                                     | Margaret Ludwig             | |
| 1947 | Driftwood                                               | Jenny Hollingsworth         | |
| 1947 | El fantasma i la senyora Muir (The Ghost and Mrs. Muir) | Anna Muir, de nena          | |
| 1947 | Miracle on 34th Street                                  | Susan Walker                | |
| 1948 | Scudda Hoo! Scudda Hay!                                 | Bean McGill                 | |
| 1949 | Father Was a Fullback                                   | Ellen Cooper                | |
| 1949 | The Green Promise                                       | Susan Anastasia Matthews    | |
| 1949 | Chicken Every Sunday                                    | Ruth Hefferan               | |
| 1950 | Never a Dull Moment                                     | Nancy 'Nan' Howard          | |
| 1950 | The Jackpot                                             | Phyllis Lawrence            | |
| 1950 | Our Very Own                                            | Penny Macaulay              | |
| 1950 | No Sad Songs for Me                                     | Polly Scott                 | |
| 1951 | The Blue Veil                                           | Stephanie Rawlins           | |
| 1951 | Dear Brat                                               | Pauline                     | |
| 1952 | The Star                                                | Gretchen                    | |
| 1952 | Just for You                                            | Barbara Blake               | |
| 1952 | The Rose Bowl Story                                     | Sally Burke                 | |
| 1954 | El calze de plata (The Silver Chalice)                  | Helena (nena)               | |
| 1955 | Rebel sense causa (Rebel Without a Cause)               | Judy                        | Nominada - Oscar a la millor actriu secundària                                                                                    |
| 1955 | One Desire                                              | Seely Dowder                | |
| 1956 | The Girl He Left Behind                                 | Susan Daniels               | |
| 1956 | Els turons ardents (The Burning Hills)                  | Maria Christina Colton      | |
| 1956 | A Cry in the Night                                      | Liz Taggert                 | |
| 1956 | Centaures del desert (The Searchers)                    | Debbie Edwards (de gran)    | |
| 1957 | Bombers B-52                                            | Lois Brennan                | |
| 1958 | Kings Go Forth                                          | Monique Blair               | |
| 1958 | Marjorie Morningstar                                    | Marjorie Morgenstern        | |
| 1960 | All the Fine Young Cannibals                            | Sarah 'Salome' Davis        | |
| 1960 | Cash McCall                                             | Lory Austen                 | |
| 1961 | West Side Story                                         | Maria                       | |
| 1961 | Esplendor a l'herba (Splendor in the Grass)             | Wilma Dean Loomis           | Nominada - Oscar a la millor actriu Nominada - Globus d'Or a la millor actriu dramàtica Nominada - BAFTA Millor actriu estrangera |
| 1962 | La reina del vodevil (Gypsy)                            | Gypsy Rose Lee              | Nominada - Globus d'Or a la millor actriu musical o còmica                                                                        |
| 1963 | Love with the Proper Stranger                           | Angie Rossini               | Nominada - Oscar a la millor actriu Nominada - Globus d'Or a la millor actriu dramàtica                                           |
| 1964 | El sexe i la noia soltera (Sex and the Single Girl)     | Helen Gurley Brown          | |
| 1965 | La rebel (Inside Daisy Clover)                          | Daisy Clover                | Nominada - Globus d'Or a la millor actriu musical o còmica                                                                        |
| 1965 | La gran cursa (The Great Race)                          | Maggie DuBois               | |
| 1966 | Penelope                                                | Penelope Elcott             | |
| 1966 | Propietat condemnada (This Property Is Condemned)       | Alva Starr                  | Nominada - Globus d'Or a la millor actriu dramàtica                                                                               |
| 1969 | Bob, Carol, Ted i Alice (Bob & Carol & Ted & Alice)     | Carol Sanders               | |
| 1972 | El candidat (The Candidate)                             | Ella mateixa                | |
| 1975 | Peeper                                                  | Ellen Prendergast           | |
| 1979 | Meteor                                                  | Tatiana Nikolaevna Donskaya | |
| 1980 | The Last Married Couple in America                      | Mari Thompson               | |
| 1980 | Willie & Phil                                           | Ella mateixa                | |
| 1983 | Projecte Brainstorm (Brainstorm)                        | Karen Brace                 | |

### Televisió
| Any  | Pel·lícula                                      | Paper                        | Notes                                                       |
| ---- | ----------------------------------------------- | ---------------------------- | ----------------------------------------------------------- |
| 1953 | Pride of the Family                             | Ann Morrison                 | Una temporada                                               |
| 1969 | Bracken's World                                 | Cameo                        |                                                             |
| 1973 | The Affair                                      | Courtney Patterson           | Telefilm                                                    |
| 1976 | Cat on a Hot Tin Roof                           | Maggie                       | Telefilm                                                    |
| 1978 | Switch                                          | Noia en el bany de bombolles | Sèrie de televisió                                          |
| 1979 | Hart to Hart                                    | Movie Star                   | Episodi pilot                                               |
| 1979 | From Here to Eternity                           | Karen Holmes                 | Minisèrie Globus d'Or a la millor actriu en una sèrie de TV |
| 1979 | The Cracker Factory                             | Cassie Barrett               | Telefilm                                                    |
| 1980 | The Memory of Eva Ryker                         | Eva/Claire Ryker             | Telefilm                                                    |
| 1981 | Peter Ustinov and Natalie Wood at The Hermitage | Ella mateixa                 | Documental                                                  |